# Erdődy-kastély (Doba)
A dobai Erdődy-kastély 1839-ben épült klasszicista stílusban, az építéshez a Somlóvár köveit is felhasználták. Az egyemeletes, timpanonos homlokzatú, dór, ion oszlopfős épület nagy kiterjedésű arborétum közepén található.
Az eredetileg nyaralókastélynak szánt épületet Erdődy Károly (Erdődy Kajetán) gróf, varadi főispán emeltette a 19. század elején a park legmagasabb pontjára, egy Somlóvár nevű dombra. Tervezője Charles Moreau, a neves francia építész volt, a munkálatokat pedig Anreith János György, a szombathelyi székesegyház építésvezetője és Woyta Donát irányította. A szükséges anyagokat, mint a lakatosmunkákat, parkettát, ajtókat külföldről, a szakembereket pedig Morvaországból, Horvátországból, Itáliából és Bécsből hozatták, ha a Vas és Veszprém vármegyében fekvő birtokokon nem találtak megfelelőket. Alaprajza, homlokzati rendszere a klasszicizmus szellemének megfelelően letisztult, világos képet mutat. A főhomlokzati portikusz alól nyílik az előcsarnok, a bécsi Engl által tervezett emeleti lépcsővel. Az ehhez kapcsolódó folyosóról nyílnak a szobák. Az épület déli és északi végét egy-egy, a homlokzatokon építészeti tömegként megjelenő csarnok zárja. A déliben, amely télikertnek, növényháznak épült, az e korból ismert legnagyobb méretű mozaikpadló maradt fenn: az évszámos családi címer alapján 1839-ben készült.

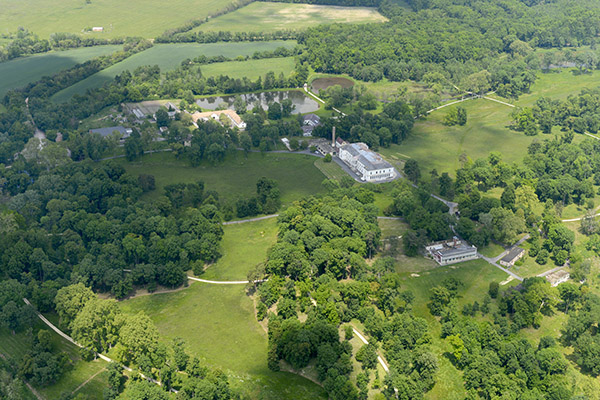
Erdődy-kastély parkja légi fotón (Doba)

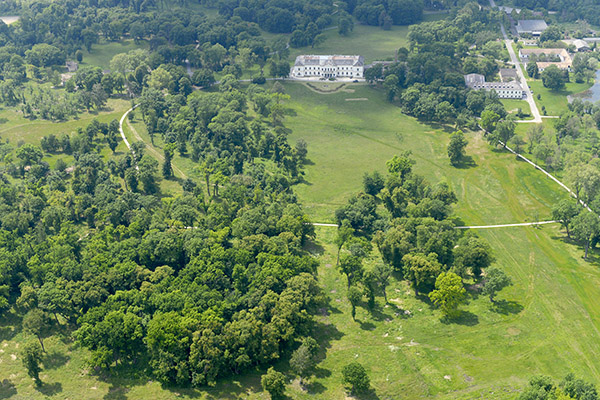
A dobai Erdődy-kastély parkja légi felvételen (Doba)

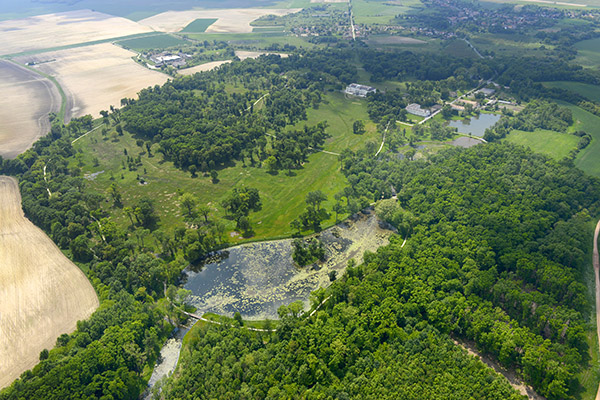
Erdődy-kastély látképe a magasból

## A kastélypark
A kastélyt körülölelő, jelenleg védett parkot is Charles Moreau tervezte. Az angolkert elemeiről maga a táj gondoskodott. A tervezőnek csak a vizeket kellett az erdők és a legelők közé rendezni. A Somló és a vár nagyszerű látványt nyújt a terasz erkélyéről. A 260 holdas park negyedrésze vadaskert volt. A parkban különleges fafajták – tulipánfa, fekete dió, szeldelt levelű bükk, bíbor és babérlevelű tölgyek találhatók. A nedvesebb részeken pedig éger, magas kőris fűz és erdei fenyő magasodik.